# Rhodocybe fuliginea
Rhodocybe fuliginea är en svampart som beskrevs av E. Horak 1979. Rhodocybe fuliginea ingår i släktet Rhodocybe och familjen Entolomataceae.   Inga underarter finns listade i Catalogue of Life.